# ヨハン・カスパー・ラヴァーター

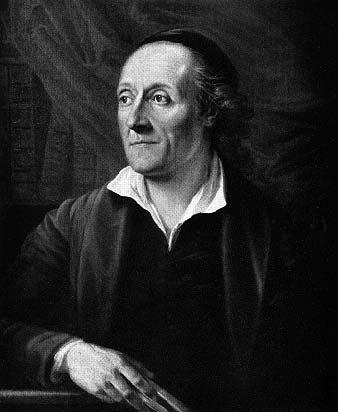
ラヴァーターの肖像。アウグスト・フリードリヒ・エーレンハインツによる。

ヨハン・カスパー・ラヴァーター（Johann Caspar Lavater、1741年11月15日於チューリヒ -  1801年1月2日同）は、スイスの改革派の牧師であり、啓蒙期の思想家、著作家である。近代観相学（顔貌と性格・気質との関係を考察する学）の祖として知られている。

## 生涯
1741年、チューリヒの医者の息子として生まれる。まずドイツ語学校に、ついでラテン語学校、1754年よりコレギウム・フマニタシスに通い、1756年から1762年まではコレギウム・カロリヌムでヨハン・ヤコブ・ボドマーとヨハン・ヤコブ・ブライティンガー(ドイツ語版)の教えを受ける。1762年牧師に任職される。同年、学友でのちに著名な画家となるヨハン・ハインリヒ・フュースリーとともに前任のラントフォークト（帝国直轄地域の管理職）フェリクス・グレーベルの不正を書面で告発した。
1763年、フュースリーとともに北ドイツへの修養旅行を企て、スウェーデン-ポメラニアのバースにて啓蒙期の改革派の神学者ヨハン・ヨアヒム・シュパルディングのもとで聖職のための修行を行う。またその旅行途中に、ベルリンで同時代の様々な著名人（クリスティアン・フュルヒテゴット・ゲレルト、モーゼス・メンデルスゾーン、フリードリヒ・ゴットリープ・クロプシュトックなど）と親交を結んだ。8ヶ月間を過ごしたバースではまた批評的著作によって文筆業の端緒を開いた。
1764年にチューリヒに戻ったのち、様々な団体を設立し、また最初の重要な著作群を出版した。1769年にヴァイゼンハウス教会の執事、1775年に同牧師、1778年に聖ペーター教会の執事、1786年に同牧師となった。
1769年、ラヴァーターはシャルル・ボネの著作をドイツ語に翻訳し、これに対する反論ないしキリスト教への改宗をさせることを意図してメンデルスゾーンにこれを捧げた
。これによってメンデルスゾーンとラヴァーターの間で書簡による論争が始まり、この成り行きはヨーロッパ中の学者から注目を受けた。この論争中、ラヴァーターは法律家・神学者のヨハン・バルタザール・ケルベレから支持を受けている。
1774年、ラーン川旅行にてゲーテ、ヨハン・ベルンハルト・バゼドウ、ヨハン・ゲルハルト・ハーゼンカンプらと知り合う。このときの旅行中にゲーテ、バゼドウ、ラヴァーターの3人でとった食事のことを詠ったゲーテの詩（「右に予言者、左に予言者、俗世の子どもはまん中に」（Prophete rechts, Prophete links, das Weltkind in der Mitten）)は、のちにゲーテの自伝『詩と真実』でも引用されよく知られた詩句となった。またこの旅行に同行したルートヴィヒスブルク出身の画家・銅版画家のゲオルク・フリードリヒ・シュモールは、この旅行中に描いた多数の肖像画をラヴァーターの『観相学断片』のために銅版画に仕上げた。

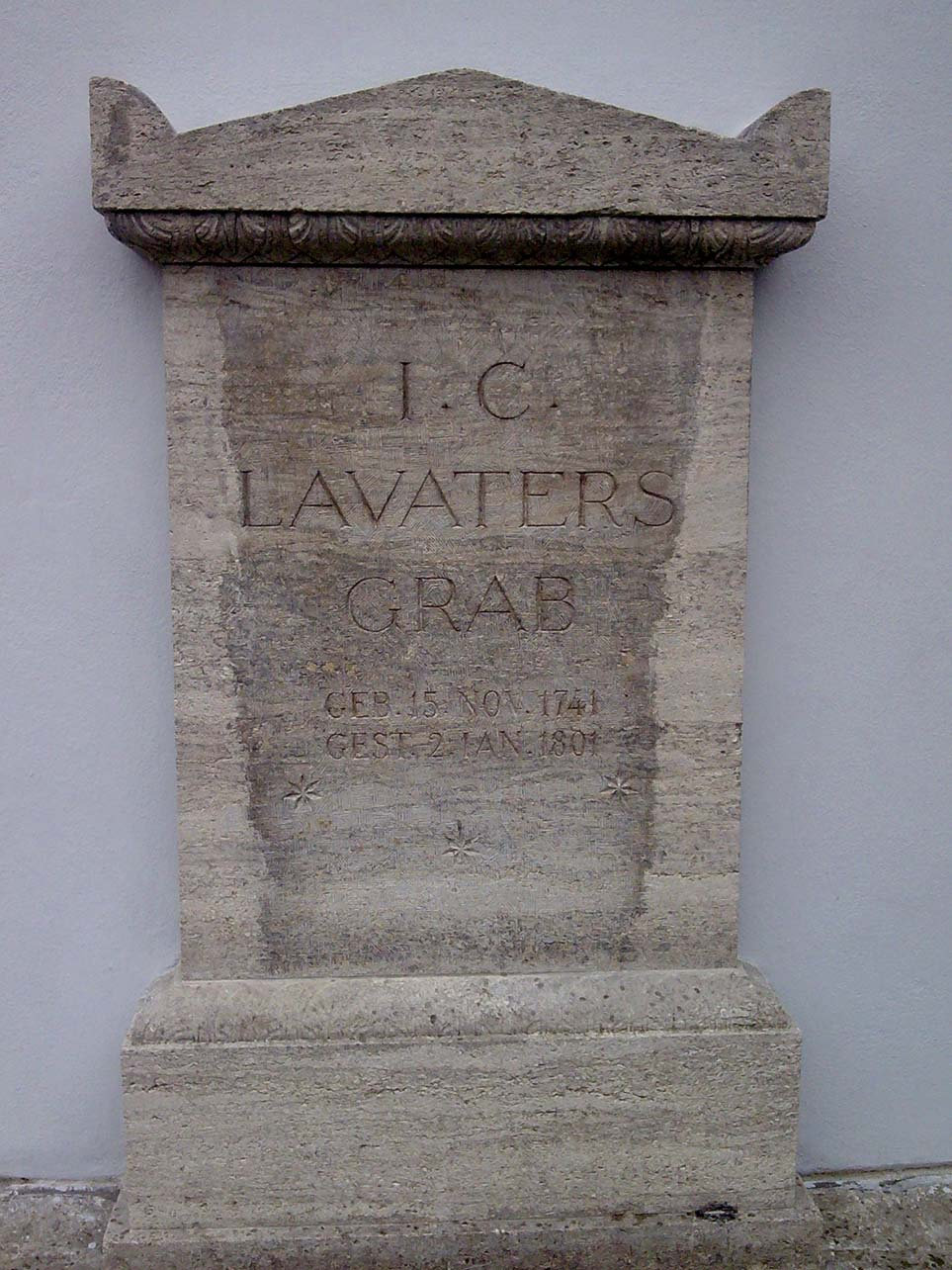
聖ペーター教会にあるラヴァーターの墓。

1786年、ラヴァーターはブレーメンの聖アンスガリウス教会の説教者に任命されたのち、同地への旅行を行った。ラヴァーターはその地位を拒否してチューリヒの牧師の地位に留まったにも関わらず、旅行中およびブレーメンでは熱烈な歓迎を受けた。1793年にはデンマークの外務大臣アンドレアス・ペーター・フォン・ベルンストルフの招聘でコペンハーゲンへの旅行を行った。
ラヴァーターの晩年の数年間の生活は、その大部分が政治的な出来事によって決定付けられることとなった。ラヴァーターはフランス革命の影響に対して批判的立場を取り、スイスへのフランス軍進駐に対して強い批判を行ったため、ヘルヴェティア共和国政府からロシア、オーストリアとの密通の疑いをかけられたのである。1799年5月16日、ラヴァーターは逮捕されバーゼルへ拘引された。6月10日に解放されチューリヒに戻ることができたが、同年9月26日、アンドレ・マッセナの侵略の際に、ラヴァーターは路上の傷ついた兵士を助け、その際に敵兵の銃弾に撃たれた。15ヶ月後、ラヴァーターはこのときの傷がもとで死去した。

## 業績

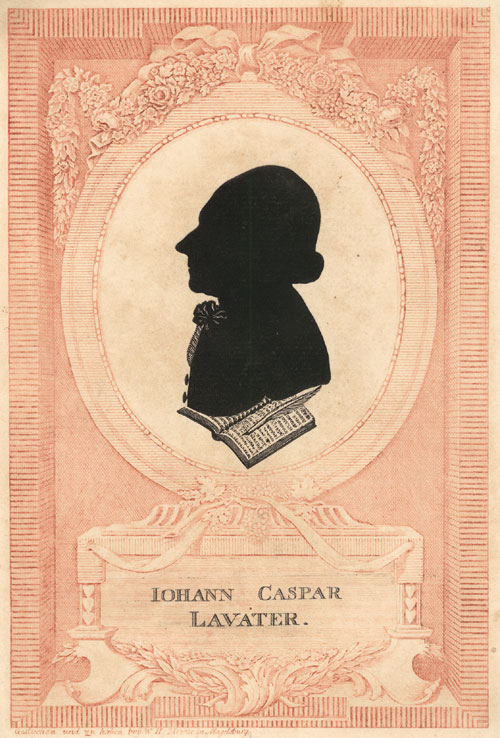
ラヴァーターのシルエット。

ラヴァーターは、顔立ちや体型をもとにその人の性格を知ることができることを説いた『観相学断片』（4巻、1775年-1778年）によってその名を知られている。ラヴァーターの観相学の理論は同時代人によって盛んな議論の対象となっており、ゲーテ、ヴィルヘルム・フォン・フンボルト、ゲオルク・クリストフ・リヒテンベルクなどから関心が寄せられた。また彼の観相学の理論は18世紀後半のドイツ社会にシルエットの流行をもたらした。
このほか、ラヴァーターには『スイス歌曲』（1767年）、『永遠の見込み』（1768年-1773年/78年）、『秘密の日記。彼自身の観察者による』『彼自身の観察者による日記からの断片』、神学的著作の『ポンティウス・ピラトゥス』（1782年-1785年）や『ナタナエル』（1786年）などがある。さらに彼は多数の出版された説教に加えて、『救世主イエス』（1780年）、『アリマタヤのヨセフ』（1794年）などのいくつかの宗教的叙事詩および宗教的劇作『アブラハムとイサク』（1776年）によっても知られている。
チューリヒの独立都市の一角にはラヴァーターの名を冠した通りおよび学舎がある。1954年にはウィーンのドナウシュタットの通りがラヴァーター通りと名づけられた。また小惑星（19263）ラヴァーターは彼の名にちなむ。